# João-teneném-castanho
João-teneném-castanho (nome científico: Synallaxis rutilans) é uma espécie de ave amazônica da família dos furnariídeos. Tais aves chegam a medir até 15 cm de comprimento, com plumagem castanho-escura com garganta e cauda negras.